# Kortelisî, Ratne
Kortelisî (în ucraineană Кортеліси) este localitatea de reședință a comunei Kortelisî din raionul Ratne, regiunea Volînia, Ucraina.

## Demografie
Componența lingvistică a localității Kortelisî
     Ucraineană (98,76%)
     Alte limbi (1,23%)
Conform recensământului din 2001, majoritatea populației localității Kortelisî era vorbitoare de ucraineană (98,76%), existând în minoritate și vorbitori de alte limbi.